# Del Gallego
Del Gallego é um município de  quarta classe de renda municipal (d) na província Camarines Sul, nas Filipinas. De acordo com o censo de 1 de maio  de  2020 possui uma população de 26 403 pessoas e 6 104 domicílios.